# Kūkai

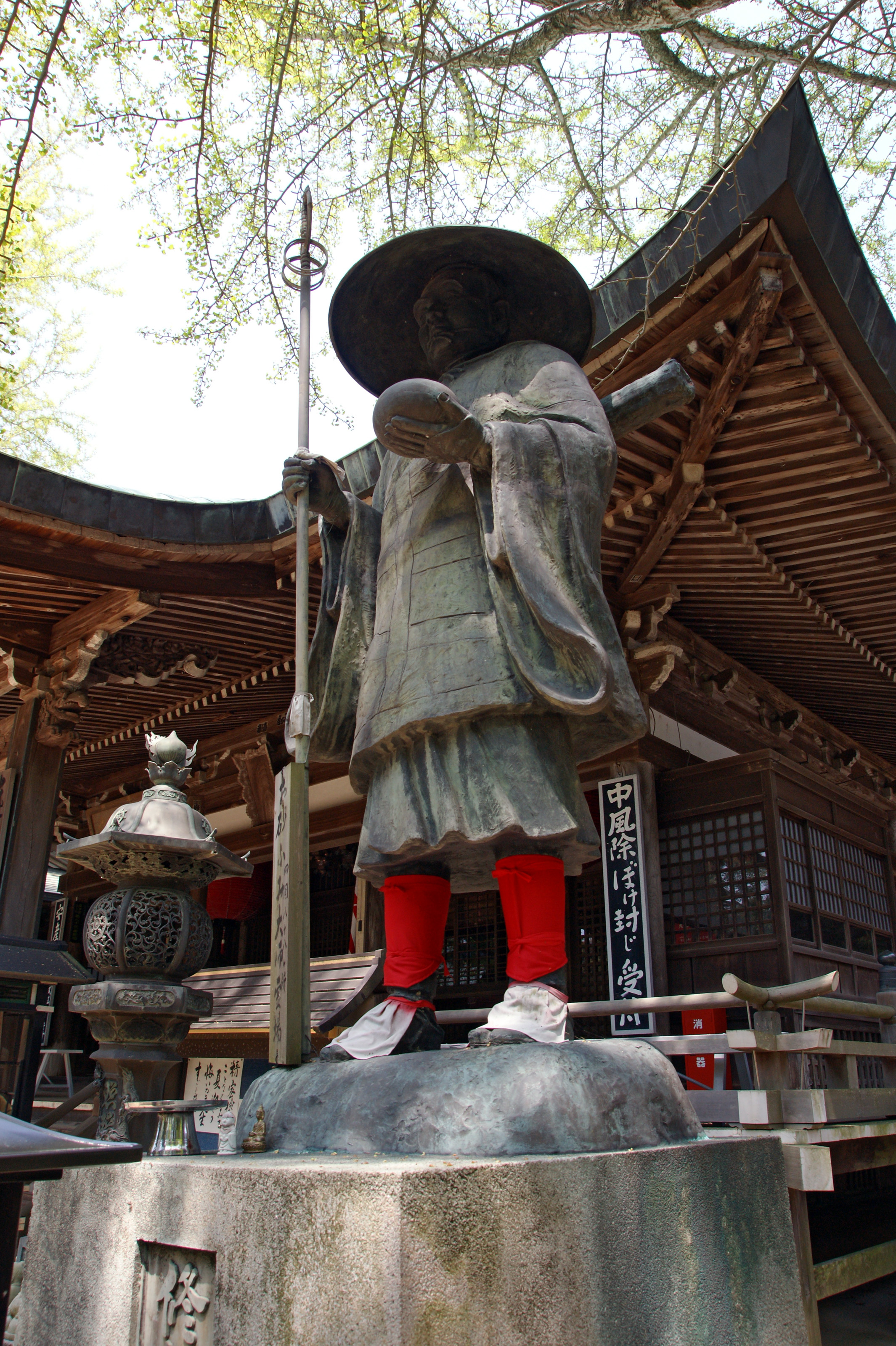
Posąg Kōbō-Daishi przed świątynią w Kobe

Kūkai (jap. 空海 Kūkai; ur. 774, zm. 835) – japoński mnich, uczony, poeta i artysta, założyciel buddyjskiej sekty shingon (Shingon-shū; Sekta Prawdziwego Słowa). Znany jest również pod pośmiertnym imieniem Kōbō-Daishi (jap. 弘法大師 wielki mistrz rozpowszechniający nauki buddyjskie), nadanym mu przez dwór cesarski w 921 roku.

## Życiorys
W 804 roku Kūkai wyruszył do Chin, gdzie pobierał nauki u Huiguo (746–805), nauczyciela buddyzmu ezoterycznego, który z kolei był bezpośrednim uczniem indyjskiego mistrza. Podczas swojego pobytu w Państwie Środka poznał także chińską kaligrafię i poezję, ucząc się u najlepszych ówczesnych mistrzów. Do Japonii Kūkai powrócił w 806 roku.
W 816 roku otrzymał z nadania cesarza Saga ziemię na górze Kōya, gdzie założył jeden z dwóch ośrodków szkoły shingon.
Kūkai zasłynął jako kaligraf i twórca sylabariusza japońskiego kana służącego do zapisu elementów fonetycznych języka japońskiego (obok chińskich znaków). Był prekursorem męskiej miłości – shudō. Był również rzeźbiarzem, architektem, a nawet inżynierem (w 822 roku kierował, na polecenie dworu cesarskiego, budową zbiornika irygacyjnego).
Poświęcony jest mu poemat Iroha.